# Mariusz Wiesiak
Mariusz Wiesiak (Toruń, Cuiàvia-Pomerània, 1 d'abril de 1981) va ser un ciclista polonès, professional del 2004 al 2013. Va militar la majoria de la seva carrera en equips japonesos.

## Palmarès
- 2002
  - 1r a la Roue tourangelle
  - 1r a la Polònia-Ucraïna
  - 1r al Trofeu Tempestini Ledo
- 2003
  - 1r al Giro del Mendrisiotto
  - 1r a la Coppa Caivano
  - Vencedor d'una etapa a la Polònia-Ucraïna
- 2004
  - Vencedor d'una etapa a la The Paths of King Nikola
  - Vencedor d'una etapa a la Szlakiem Grodów Piastowskich
  - Vencedor d'una etapa a la Volta al Japó
- 2005
  - Vencedor de 2 etapes al Tour del Camerun
  - Vencedor d'una etapa a la Volta a Hokkaidō
- 2006
  - 1r a l'Archer Grand Prix
  - Vencedor de 2 etapes a la Volta a Hokkaidō
- 2009
  - Vencedor d'una etapa al Tour de Kumano
- 2012
  - Vencedor d'una etapa a la Małopolski Wyścig Górski